# Cliousclat
Cliousclat település Franciaországban, Drôme megyében. Lakosainak száma 612 fő (2022. január 1.). Cliousclat Grane, Loriol-sur-Drôme, Mirmande és Saulce-sur-Rhône községekkel határos.

## Népesség
A település népességének változása:
| Lakosok száma | 344  | 413  | 558  | 617  | 663  | 649  | 638  | 616  | 615  | 612  |
|               | 1968 | 1982 | 1990 | 2006 | 2013 | 2015 | 2017 | 2019 | 2020 | 2022 |